# David R. Blumenthal
Pour les articles homonymes, voir Blumenthal.
David R. Blumenthal est un essayiste américain ayant publié dans le domaine de la théologie juive, du judaïsme médiéval et du mysticisme juif.

## Biographie
Il est diplômé de l'University of Pennsylvania et a obtenu un Ph.D. à la Columbia University.

## Publications
- Understanding Jewish Mysticism (1978, 1982)
- God at the Center (Harper and Row, 1988; reprinted Jason Aronson, 1994; French translation as Dieu au cœur, 2002 ),
- Facing the Abusing God: A Theology of Protest (Westminster / John Knox, 1993),
- The Banality of Good and Evil: Moral Lessons from the Shoah and Jewish Tradition, (Georgetown University Press: 1999; traduction française La Banalité du Bien et du Mal, 2009)
- Philosophic Mysticism: Essays in Rational Religion, (2007).
- Approaches to Judaism in Medieval Times, Scholars Pr, (1984),  (ISBN 0-89130-659-5)
- Understanding Jewish Mysticism: The Philosophical-Mystical Tradition and the Hasidic Tradition, Ktav Pub Inc (October 1982),  (ISBN 0-87068-205-9) sur Google books
- The Place of Faith and Grace in Judaism, Center Judaic Christian Stds, (July 1985),  (ISBN 0-918873-03-7)